# Minősített időszakok Magyarországon
A minősített időszakok a Magyar Köztársaság joga szerint olyan időszakok, amikor az állam életének rendes működését, az állampolgárok élet- és vagyonbiztonságát külső vagy belső társadalmi, illetve természeti veszély fenyegeti és a veszély elhárítása, illetve következményeinek felszámolása érdekében egy meghatározott rendkívüli jogrend eszközei vehetők igénybe. 
A Magyar Köztársaság Alkotmánya háromféle nevesített, továbbá egy nem nevesített minősített időszakot határoz meg.

## Fajtái
- rendkívüli állapot
- szükségállapot
- veszélyhelyzet
- nem nevesített: az Alkotmány 19/E § szerinti minősített időszak.